# Mistrzostwa Europy U-19 w Piłce Nożnej 2024
Mistrzostwa Europy U-19 w Piłce Nożnej 2024 – czterdziesty turniej Mistrzostw Europy U-19. Po raz drugi wydarzenie to rozgrywane było w Irlandii Północnej. Rozpoczęło się ono 15 lipca, a zakończyło 28 lipca 2024 roku.
W turnieju mogli wystąpić jedynie zawodnicy, którzy spełniają wymagania dotyczące wieku.

## Zakwalifikowane zespoły
Do finałowego turnieju zakwalifikowało się 8 drużyn. Oprócz Irlandii Północnej, która ma zapewniony start jako gospodarz, 7 innych zespołów uzyskało kwalifikację poprzez eliminacje.
| Reprezentacja          | Sposób kwalifikacji | Ostatni występ w ME U-19 | Najlepszy wynik w ME U-19                                    | Wynik        |
| ---------------------- | ------------------- | ------------------------ | ------------------------------------------------------------ | ------------ |
| Irlandia Północna U-19 | gospodarz           | 2005                     | Faza Grupowa (2005)                                          | Faza grupowa |
| Hiszpania U-19         | Zwycięzca Grupy A   | 2023                     | Mistrzostwo (2002, 2004, 2006, 2007, 2011, 2012, 2015, 2019) | Mistrz       |
| Francja U-19           | Zwycięzca Grupy B   | 2022                     | Mistrzostwo (2005, 2010, 2016)                               | II miejsce   |
| Norwegia U-19          | Zwycięzca Grupy C   | 2023                     | Półfinał (2023)                                              | Faza grupowa |
| Dania U-19             | Zwycięzca Grupy D   | debiutant                | debiutant                                                    | Faza grupowa |
| Włochy U-19            | Zwycięzca Grupy E   | 2023                     | Mistrzostwo (2003, 2023)                                     | Półfinał     |
| Turcja U-19            | Zwycięzca Grupy F   | 2018                     | II miejsce (2004)                                            | Faza grupowa |
| Ukraina U-19           | Zwycięzca Grupy G   | 2018                     | Mistrzostwo (2009)                                           | Półfinał     |

## Miasta i stadiony
Turniej został rozegrany na trzech stadionach w dwóch miastach.
| Belfast           | Belfast          | Larne            |
| ----------------- | ---------------- | ---------------- |
| Windsor Park      | Seaview          | Inver Park       |
| Pojemność: 18 614 | Pojemność: 3 383 | Pojemność: 3 000 |
|                   |                  |                  |
| BelfastLarne      |                  |                  |

## Kwalifikacje
W kwalifikacjach bierze udział 53 reprezentacje, czyli wszystkie oprócz Irlandii Północnej, która jest gospodarzem i ma zapewniony udział w turnieju oraz zdyskwalifikowanej Rosji. Portugalia zaczyna zmagania w grupie elitarnej. Najlepsze drużyny z Rundy Kwalifikacyjnej awansują do Rundy Elitarnej, a najlepsze drużyny z tego stopnia eliminacji awansują do turnieju finałowego.

## Losowanie
Losowanie grup turnieju odbyło się 17 kwietnia 2024 roku o godzinie 16:00 w Belfaście.

## Faza grupowa
Do kolejnego etapu turnieju awansują po dwie najlepsze drużyny z każdej grupy.
| Kryteria rozstrzygania kolejności zespołów w fazie grupowej |
| --- |
| Ranking drużyn w fazie grupowej ustalało się w następujący sposób: 1. Większa liczba punktów zdobytych we wszystkich meczach grupowych; 2. Większa liczba punktów zdobytych w meczach pomiędzy tymi drużynami; 3. Lepszy bilans zdobytych i straconych bramek w meczach pomiędzy tymi drużynami; 4. Większa liczba bramek zdobytych pomiędzy tymi drużynami; 5. Jeżeli po zastosowaniu kryteriów 1-4 pozostają drużyny, dla których nie rozstrzygnięto kolejności, kryteria 1-4 powtarza się z udziałem tylko tych drużyn, jeżeli kolejność jest nierozstrzygnięta, stosuje się dalsze punkty; 6. Lepszy bilans zdobytych i straconych bramek we wszystkich meczach grupowych; 7. Większa liczba bramek zdobytych we wszystkich meczach grupowych; 8. Klasyfikacja Fair Play turnieju finałowego: żółta kartka: −1 punkt; pośrednia czerwona kartka (druga żółta kartka): −3 punkty; bzpośrednia czerwona kartka: −3 punkty. 9. Współczynnik UEFA dla losowania rundy kwalifikacyjnej; 10. Losowanie. |

### Grupa A
| Lp. | Drużyna                | M | Mecze | Mecze | Mecze | Bramki | Bramki | Bramki | Pkt |
| Lp. | Drużyna                | M | W     | R     | P     | +      | −      | +/−    | Pkt |
| --- | ---------------------- | - | ----- | ----- | ----- | ------ | ------ | ------ | --- |
| 1.  | Włochy U-19            | 3 | 2     | 0     | 1     | 7      | 4      | +3     | 6   |
| 2.  | Ukraina U-19           | 3 | 1     | 2     | 0     | 3      | 2      | +1     | 5   |
| 3.  | Norwegia U-19          | 3 | 1     | 1     | 1     | 3      | 2      | +1     | 4   |
| 4.  | Irlandia Północna U-19 | 3 | 0     | 1     | 2     | 0      | 5      | −5     | 1   |

| 15 lipca 2024 16:30 CEST | Włochy U-19 · Di Maggio 44' · Zeroli 51' | 2:1(1:1)Raport | Norwegia U-19 · 35' Braut | Seaview, Belfast Widzów: 1 043 Sędzia: Marian Barbu |
|                          |                                          |                |                           |                                                     |

| 15 lipca 2024 20:00 CEST | Irlandia Północna U-19 | 0:0(0:0)Raport | Ukraina U-19 | Inver Park, Larne Widzów: 1 261 Sędzia: Luka Bilbija |
|                          |                        |                |              |                                                      |

| 18 lipca 2024 16:30 CEST | Norwegia U-19 | 0:0(0:0)Raport | Ukraina U-19 | Seaview, Belfast Widzów: 612 Sędzia: Henrik Nalbandyan |
|                          |               |                |              |                                                        |

| 18 lipca 2024 20:00 CEST | Irlandia Północna U-19 | 0:3Raport | Włochy U-19 · 15' Zeroli · 45+2', 48' Camarda | Inver Park, Larne Widzów: 1 808 Sędzia: Ishmael Barbara |
|                          |                        |           |                                               |                                                         |

| 21 lipca 2024 20:00 CEST | Norwegia U-19 · Braut 33', 65' | 2:0(1:0)Raport | Irlandia Północna U-19 | Seaview, Belfast Widzów: 2 401 Sędzia: Sander van der Eijk |
|                          |                                |                |                        |                                                            |

| 21 lipca 2024 20:00 CEST | Ukraina U-19 · Synchuk 7' · Krevsun 54' · Ponomarenko 75' (k) | 3:2(1:1)Raport | Włochy U-19 · 34' Ebone · 52' Romano | Inver Park, Larne Widzów: 654 Sędzia: Vassilis Fotias |
|                          |                                                               |                |                                      |                                                       |

### Grupa B
| Lp. | Drużyna        | M | Mecze | Mecze | Mecze | Bramki | Bramki | Bramki | Pkt |
| Lp. | Drużyna        | M | W     | R     | P     | +      | −      | +/−    | Pkt |
| --- | -------------- | - | ----- | ----- | ----- | ------ | ------ | ------ | --- |
| 1.  | Francja U-19   | 3 | 2     | 1     | 0     | 8      | 5      | +3     | 7   |
| 2.  | Hiszpania U-19 | 3 | 1     | 2     | 0     | 5      | 4      | +1     | 5   |
| 3.  | Turcja U-19    | 3 | 0     | 2     | 1     | 5      | 6      | −1     | 2   |
| 4.  | Dania U-19     | 3 | 0     | 1     | 2     | 6      | 9      | −3     | 1   |

| 16 lipca 2024 16:30 CET | Dania U-19 · Mikel Krüger-Johnsen 43' | 1:2(1:1)Raport | Hiszpania U-19 · 26' Andrés · 79' Bravo | Inver Park, Larne Widzów: 622 Sędzia: Sander van der Eijk |
|                         |                                       |                |                                         |                                                           |

| 16 lipca 2024 20:00 CET | Francja U-19 · Michal 66' · Jacquet 86' (k) | 2:1(0:1)Raport | Turcja U-19 · 4' Fidan | Seaview, Belfast Widzów: 1 003 Sędzia: Vassilis Fotias |
|                         |                                             |                |                        |                                                        |

| 19 lipca 2024 16:30 CET | Dania U-19 · Olsson 87' · Simmelhack 90+3' | 2:4(0:1)Raport | Francja U-19 · 19' Bahoya · 65' Aiki · 80' Bouabré · 85' Assoumani | Inver Park, Larne Widzów: 672 Sędzia: Luka Bilbija |
|                         |                                            |                |                                                                    |                                                    |

| 19 lipca 2024 20:00 CET | Turcja U-19 · Ay 90' | 1:1(1:1)Raport | Hiszpania U-19 · 90' Gąsiorowski | Seaview, Belfast Widzów: 1 124 Sędzia: Marian Alexandru Barbu |
|                         |                      |                |                                  |                                                               |

| 22 lipca 2024 20:00 CET | Turcja U-19 · Bars 27' · Yıldırım 53' · Sarıkaya 70' | 3:3(1:1)Raport | Dania U-19 · 18' Schwartau · 64' Krüger-Johnsen · 76' Simmelhack | Seaview, Belfast Widzów: 531 Sędzia: Ishmael Barbara |
|                         |                                                      |                |                                                                  |                                                      |

| 22 lipca 2024 20:00 CET | Hiszpania U-19 · Rodríguez 65' · Keddari 74' | 2:2(0:1)Raport | Francja U-19 · 13' Bouabré · 90' Atangana | Inver Park, Larne Widzów: 1 726 Sędzia: Henrik Nalbandyan |
|                         |                                              |                |                                           |                                                           |

## Faza pucharowa
W fazie pucharowej uczestniczą 4 zespoły, które awansowały z fazy grupowej. Rozegrane zostaną półfinały. Zwycięzcy zagrają o tytuł mistrzowski. W każdym ze spotkań fazy pucharowej mecz zakończony w regulaminowym czasie remisem musi być rozstrzygnięty poprzez dogrywkę. Jeżeli wynik nadal pozostanie nierozstrzygnięty, następuje seria rzutów karnych.
|  |                   |                |              |                   |   |                |                |       |
|  | Półfinał          | Półfinał       | Półfinał     |                   |   | Finał          | Finał          | Finał |
|  | Półfinał          | Półfinał       | Półfinał     |                   |   | Finał          | Finał          | Finał |
|  | 25 lipca, Belfast |                |              |                   |   |                |                |       |
|  |                   |                |              |                   |   |                |                |       |
|  | Włochy U-19       | Włochy U-19    | 0            |                   |   |                |                |       |
|  | Włochy U-19       | Włochy U-19    | 0            | 28 lipca, Belfast |   |                |                |       |
|  | Hiszpania U-19    | Hiszpania U-19 | 1            |                   |   |                |                |       |
|  | Hiszpania U-19    | Hiszpania U-19 | 1            |                   |   | Hiszpania U-19 | Hiszpania U-19 | 2     |
|  | 25 lipca, Belfast |                |              |                   |   | Hiszpania U-19 | Hiszpania U-19 | 2     |
|  |                   |                | Francja U-19 | Francja U-19      | 0 |                |                |       |
|  | Francja U-19      | Francja U-19   | Francja U-19 | Francja U-19      | 0 | 1              |                |       |
|  | Francja U-19      | Francja U-19   |              |                   |   |                |                |       |
|  | Ukraina U-19      | Ukraina U-19   | 0            |                   |   |                |                |       |
|  | Ukraina U-19      | Ukraina U-19   | 0            |                   |   |                |                |       |

UWAGA: W nawiasach podane są wyniki po rzutach karnych.

### Półfinały
| 25 lipca 2024 15:00 CET | Włochy U-19 | 0:1 dogr.(0:0, 0:0, 0:0)Raport | Hiszpania U-19 · 100' Fortuny | Windsor Park, Belfast Widzów: 1 302 Sędzia: Marian Barbu |
|                         |             |                                |                               |                                                          |

| 25 lipca 2024 20:00 CET | Francja U-19 · Atangana 61' | 1:0(0:0)Raport | Ukraina U-19 | Windsor Park, Belfast Widzów: 1 612 Sędzia: Ishmael Barbara |
|                         |                             |                |              |                                                             |

### Finał
| 28 lipca 2024 20:00 CET | Hiszpania U-19 · Bravo 41' · Diao 69' | 2:0(1:0)Raport | Francja U-19 | Windsor Park, Belfast Widzów: 8 358 Sędzia: Vassilis Fotias |
|                         |                                       |                |              |                                                             |

HISZPANIA
 DZIEWIĄTY TYTUŁ

## Baraże o Mistrzostwa Świata U-20
| 25 lipca 2024 17:30 CET                                                                                | Norwegia U-19 · Holten 15' | 1:1 po dogr. k. 10:9(1:0, 1:1, 1:1)Raport                                             | Turcja U-19 · 81' Vural | Seaview, Belfast Widzów: 317 Sędzia: Sander van der Eijk |
| |                            |                                                                                       |                         |                                                          |
| |                            | Rzuty karne                                                                           |                         |                                                          |
| Holten · Andresen · Granaas · Aukland · Braut · Helland · Pedersen · Bang-Kittilsen · Gonstad · Røsten |                            | Uzun · Bülbül · Demircan · Vural · Yıldırım · Ay · Kayalı · Sarıkaya · Yılmaz · Gezek |                         |                                                          |

## Strzelcy
Gole zdobyte w seriach rzutów karnych nie są brane pod uwagę w klasyfikacji strzelców.

### 3 gole
- Daniel Braut

### 2 gole
- Mikel Krüger-Johnsen
- Alexander Simmelhack
- Saïmon Bouabré
- Francesco Camarda
- Kevin Zeroli

### 1 gol
- Cornelius Olsson
- Oscar Schwartau
- Ayman Aiki
- Dehmaine Assoumani
- Valentin Atangana
- Jean-Mattéo Bahoya
- Jérémy Jacquet
- Lucas Michal
- Iker Bravo
- Rasmus Holten
- Luca Di Maggio
- Tommaso Ebone
- Marco Romano
- Chema Andrés
- Assane Diao
- Pol Fortuny
- Yarek Gąsiorowski
- Simo Keddari
- Dani Rodríguez
- Fahri Kerem Ay
- Emir Bars
- Yiğit Fidan
- Efe Sarıkaya
- İsak Vural
- Poyraz Yıldırım
- Danylo Krevsun
- Matviy Ponomarenko
- Hennadiy Synchuk

## Klasyfikacja końcowa
Mecz rozstrzygnięty w rzutach karnych uznaje się za remis i obu drużynom przypisuje się 1 punkt.
| Miejsce                        | Reprezentacja          | Punkty | Bramki +/− | Bramki zdobyte |
| ------------------------------ | ---------------------- | ------ | ---------- | -------------- |
| Strefa medalowa                |                        |        |            |                |
| złoto                          | Hiszpania U-19         | 11     | +4         | 8              |
| srebro                         | Francja U-19           | 10     | +2         | 9              |
| brąz                           | Włochy U-19            | 6      | +2         | 7              |
| brąz                           | Ukraina U-19           | 5      | 0          | 3              |
| Wyeliminowane w fazie grupowej |                        |        |            |                |
| 5.                             | Norwegia U-19          | 4      | +1         | 4              |
| 6.                             | Turcja U-19            | 2      | -1         | 5              |
| 7.                             | Dania U-19             | 1      | -3         | 6              |
| 8.                             | Irlandia Północna U-19 | 1      | -5         | 0              |

## Drużyny zakwalifikowane do Mistrzostw Świata U-20
W turnieju Mistrzostw Świata U-20 2025 w Chile wezmą udział:
| Drużyna        | Sposób kwalifikacji | Data kwalifikacji | Ostatni występ | Najlepszy wynik     |
| -------------- | ------------------- | ----------------- | -------------- | ------------------- |
| Włochy U-19    | Zwycięzca Grupy A   | 18 lipca 2024     | 2023           | II miejsce (2023)   |
| Francja U-19   | Zwycięzca Grupy B   | 19 lipca 2024     | 2023           | Mistrzostwo (2013)  |
| Ukraina U-19   | Wicemistrz Grupy A  | 21 lipca 2024     | 2019           | Mistrzostwo (2019)  |
| Hiszpania U-19 | Wicemistrz Grupy B  | 22 lipca 2024     | 2013           | Mistrzostwo (1999)  |
| Norwegia U-19  | Zwycięzca barażu    | 25 lipca 2024     | 2019           | Faza grupowa (2019) |